# Elicytory
Elicytory – związki chemiczne należące do oligosacharydów, glikopeptydów i glikoprotein, białek, lipidów, które indukują biochemiczne reakcje obronne roślin. Wydzielane są przez ściany komórkowe zaatakowanej rośliny lub przez mikroorganizm patogeniczny. Elicytory biorą również udział w reakcjach obronnych roślin skierowanych przeciw roślinożercom. 
Efektem pojawiania się elicytorów w organizmie rośliny są reakcje morfologiczne i fizjologiczne umożliwiające jej przetrwanie i konkurencyjność. Związki pojawiające się w wyniku uszkodzeń mechanicznych, powodowanych przez roślinożerne owady, u niektórych roślin stymulują wytwarzanie nikotyny, będącej silną toksyną dla tych zwierząt.